# Бистроф
Бистроф (фр. Bistroff) насеље је и општина у североисточној Француској у региону Лорена, у департману Мозел која припада префектури Форбаш.
По подацима из 2011. године у општини је живело 330 становника, а густина насељености је износила 17,12 становника/km². Општина се простире на површини од 19,28 km². Налази се на средњој надморској висини од 330 метара (максималној 315 m, а минималној 245 m).

## Демографија
| 1962. | 1968. | 1975. | 1982. | 1990. | 1999. | 2011. |
| ----- | ----- | ----- | ----- | ----- | ----- | ----- |
| 910   | 294   | 273   | 268   | 276   | 299   | 330   |

График промене броја становника у току последњих година